# Сен Тропе
Сен Тропѐ (на френски: Saint-Tropez) е град в Югоизточна Франция.

## География
Разположен е на брега на Средиземно море в департамент Вар на регион Прованс-Алпи-Лазурен бряг. Той е морски курорт на френската Ривиера със световна известност. Разстоянието на юг по крайбрежието до град Тулон е около 65 км, а на север също по крайбрежието до най-близкия голям град Фрежус е около 35 км. Курортът е любимо място за почивка на световни знаменитости като Пабло Пикасо, Франсоаз Саган, Жак Превер, Брижит Бардо и др. Население 5640 жители от преброяването през 2007 г.

## История
Първото селище на мястото на днешния Сен Тропе е основано през 2 век пр.н.е.. През 1637 г. е нападнат от 22 испански галеона. До Първата световна война Сен Тропе е било едно от главните пристанища на Франция на Средиземно море.

## Икономика
Основните отрасли в икономиката на Сен Тропе са туризмът и селското стопанство.

## Изкуство
След като през 1956 г. тук е сниман филма с Брижит Бардо „И Бог създаде жената“ Сен Тропе придобива популярност. Тук са снимани шестте кинокомедии с Луи дьо Фюнес за легендарните местни полицаи. През 1968 г. е сниман филмът „Басейнът“ с Ален Делон и Роми Шнайдер.

## Спорт
Всяка година в началото на октомври в Сен Тропе се провежда традиционната международна регата.

## Личности, родени в Сен Тропе
- Еманюел Беар (р. 1963), френска киноактриса
- Франс Рош (1921–2013), френска киноактриса и киносценаристка

## Личности, починали в Сен Тропе
- Жерар Ури (1919-2006), френски кинорежисьор